# Cian Ducrot
Cian Ducrot, född 30 augusti 1997 i Cork på södra Irland, är en irländsk singer-songwriter. Han blev som mest framträdande under år 2022, då hans singel "All for You" ökade i popularitet på TikTok, samt nådde nittondeplatsen på den brittiska singellistan UK Singles Chart. Han släppte sedan sin andra singel, "I'll Be Waiting", som lyckades placera sig som nummer 16 på en och samma lista.
År 2016 gjorde Cian Ducrot, som är uppvuxen i den irländska staden Cork tillsammans med en fransk mor och en irländsk far, audition för den brittiska programversionen av The Voice (säsong 5), där han inte lyckades få en enda jurymedlem till att vända fram sina stolar. Låten som han framförde på sin audition var "One More Night", framförd av den amerikanska musikgruppen Maroon 5.